# 什么是哲学？ (著作)
《什么是哲学？》 （法語：Qu'est-ce que la philosophie?）是哲學家吉尔·德勒兹和精神分析學家皮埃尔-菲利克斯·伽塔利在1991出版的一本著作。兩位作者最早在他們四十多歲時相識，彼時正值1968年五月風暴過後不久。此後，他們合著了許多作品，包括《資本主義與精神分裂》（第一卷《反俄狄浦斯》（1972）；第二卷《千高原》（1980））以及《卡夫卡：為弱勢文學而作》（1975）。《什麼是哲学？》是他們最後一本共同署名的著作。書中，作者將哲学、科學與藝術划爲思想的三種模式。

## 概念
在寄給一位譯者的信中，德勒茲提到，他寫作《什麼是哲学？》的目的是討論“純粹內在性的問題”，並解釋他爲何把斯賓諾莎視作“哲學家中的王子”。在《什麼是哲学？》的探討中，重点關注的概念包括內在性平面、概念性人物、地理哲学、功能素（functives）、前景（prospects），触兴（affects）、感知物與混沌（percepts and chaos），以及本身被理解爲哲學的基本組分的一些概念。

## 寫作背景
在一篇關於François Dosse所著德勒茲和迦塔利的传记的書評中，Adam Shatz寫道，虽然這本兩人最後的合著是由德勒茲獨自“寫的”，但是這本書“阴郁和低调得反常”，而又富於“抒情”，迦塔利的理念仍然清晰可見。 Mathias Schönher 則認爲，《什麼是哲学？》是德勒茲和迦塔利一起寫作的最後一本書。作爲证据，他從当代出版檔案館（IMEC）的檔案那裏引用了迦塔利文集中的草稿和工作筆記。

## 反響

### 主流媒體
- Leon H. Brody在《图书馆杂志》上對《什麼是哲学？》作了褒貶相參的評論。[5]。
- John Rajchman也在《艺术论坛（英语：Artforum）》發表了對該书的评论，[6]
- Christopher Stanley在《泰晤士高等教育》中对该书进行了评论。[7]
- 哲学家Paul R. Patton（英语：Paul R. Patton）在《泰晤士报文学增刊（英语：The_Times_Literary_Supplement）》[8]的評論。
- Adam Shatz 在对两人的传记的评论中所作讨论。[3]

Leon H. Brody认为，德勒茲和迦塔利对哲学的本质以及哲学与其他学科的区别有“獨特的洞察”，但他同時认为，由于这本书的写作方式，不清楚他们的结论是否正确，也不清楚他们的观点是否完全可理解。

### 學術界
- M. R. Loudon在《英国教育研究杂志（英语：British Journal of Educational Studies）》上对《什麼是哲学？》寫過评论。[9]。
- Stephen Arnott在《今日哲学（英语：Philosophy_Today）》的讨论[10]。
- Isabelle Stengers在《Angelaki（英语：Angelaki）》[11]的讨论。
- Vikki Bell在《理论、文化与社会》上[12]。
- Hanneke Grottenboer 于《牛津艺术杂志》[13]。
- Daniel W. Smith 在《视差 (杂志)（英语：Parallax_(journal)）》雜誌[14]上的文章。
- Ted Striphas 於《文本与表演季刊》[15]。
- David R. Cole 於《教育哲学与理论》[16]。
- Henning Schmidgen 於《理论、文化与社会》[17]。
- Mathias Schönher 於《理论、文化与社会》[18]。

其中，Stuhr在《美学和艺术批评杂志》中称此书是重要的高度的原创性和富有挑战性的著作。他赞扬了德勒兹和伽塔利对概念之本性以及對哲学与科学和艺术的关系的讨论。 Plotnitsky在《段落 (杂志)》雜誌中针对艾倫·索卡尔和Jean Bricmont的批评为该书作出辩护。。Smith写道德勒兹和伽塔利对哲学的定义是著名的。 Schmidgen則認爲，哲学和科学的目的的区别沒有德勒兹和伽塔利所說的那麼明显。。

### 批評
在索卡尔和Bricmont的著作《时髦的空话 : 后现代知识分子对科学的滥用》（Fashionable Nonsense : Postmodern Intellectuals' Abuse of Science）的一個章節中，他们批评本书是在以无意义或误导的方式使用諸如"混沌"這樣的科學术语。 他们列举了一些他们认为是"伪科学语言"的情况。。
英国保守主義哲学家罗杰·斯克鲁顿在《傻瓜、欺诈和煽动者：新左翼的思想家》（Fools, Frauds and Firebrands: Thinkers of the New Left，2016）一書中也批评了 《什麼是哲学？》，称其写得很差。。